# Colpo di stato in Gambia nel 1994
Con il colpo di Stato in Gambia nel 1994, un gruppo di soldati, guidati dal ventinovenne Yahya Jammeh, prese il potere con un colpo di Stato privo di spargimenti di sangue nella mattina del 22 luglio, sostituendo Dawda Jawara, che era Stato Presidente del Gambia fin dalla sua indipendenza nel 1970.

## Contesto
Il colpo di stato del 1994 fu spontaneo; non fu un qualcosa di pianificato, ma piuttosto un ammutinamento che sfociò in un golpe. L'ammutinamento venne pianificato solamente la sera prima alla sua esecuzione, lasciando molto del piano alla casualità. Nonostante la spontaneità del piano, gli umori dietro al golpe si svilupparono sin dal tentato colpo di Stato del 1981. Le principali lamentele dei sostenitori del golpe includevano la delegittimazione del governo, la mancanza di responsabilità, la generale inefficienza del governo e la corruzione di cui era pervaso.

### Il declino della legittimità del governo
Alle elezioni del 1992, il Partito progressista popolare (PPP) ottenne un comodo 58,2% delle preferenze elettorali. Vi fu, tuttavia, un improvviso declino nella legittimazione del governo quasi immediatamente dopo le elezioni. I cittadini cominciarono sempre più a ritenere che il governo non fosse più ricettivo delle esigenze dei cittadini e che, anzi, stesse agendo solo per tutelare i propri interessi. I cittadini sostennero che il governo fosse divenuto compiacente a causa dell'aver ottenuto il potere in maniera relativamente semplice, e averlo mantenuto fin dall'indipendenza del Gambia avvenuta nel 1965. Questo sentimento era particolarmente diffuso tra gli elettori più giovani e gruppi giovanili, i quali si sentivano sotto-rappresentati dalla natura del governo del Presidente Dawda Jawara. Essi ritennero che l'unica strada percorribile per una rappresentanza equa dovesse avvenire al di fuori del governo di Jawara, e di conseguenza furono tra i principali sostenitori del golpe stesso.
Nello stesso periodo, la scoperta e le indagini su molteplici scandali in corso rivelarono la corruzione del governo gambiano. Il governo di Jawara fu coinvolto in uno scandalo che coinvolgeva tre alti funzionari governativi accusati alla fine del 1993 di appropriazione indebita per milioni di dollari dai fondi dei sindacati. Jawara e il suo governo si mostrarono restii ad indagare su tale scandalo, e anche quando venne accertata la colpevolezza dei funzionari si mostrarono ancora più riluttanti a punirli, limitandosi a sequestrare e mettere all'asta le loro abitazioni. Questo rese molti cittadini fortemente scettici rispetto alla compiacenza del governo verso la corruzione; alla fine le pressioni interne portarono alla formazione di una commissione d'inchiesta nel giugno 1994. Il tentativo di Jawara di riconquistare la fiducia del popolo giunse troppo tardi; la commissione non giunse a una conclusione in tempo per salvare il regime. Questo incidente, e molti altri scandali, portarono il Consiglio provvisorio delle Forze Armate del Gambia (dall'inglese, Armed Forces Provisional Ruling Council, o AFPRC) a riprendere continuamente il governo di Jawara per la sua corruzione, nonostante l'obiezione di Jawara secondo cui "l'estensione della corruzione sotto il PPP non era così diffusa come sostenuto dall'AFPRC." In realtà ciò venne successivamente confermato nel novembre 1994, quando un'indagine rivelò prove di una notevole corruzione e una cattiva gestione da parte del governo di Jawara, comprese accuse di inosservanza delle regole fiscali, distribuzione di terreni fertili nei pressi di Banjul ai membri del governo, gonfiamento dei rimborsi per le spese di viaggio, appropriazione indebita e furto di risorse statali e mancato pagamento di prestiti governativi.

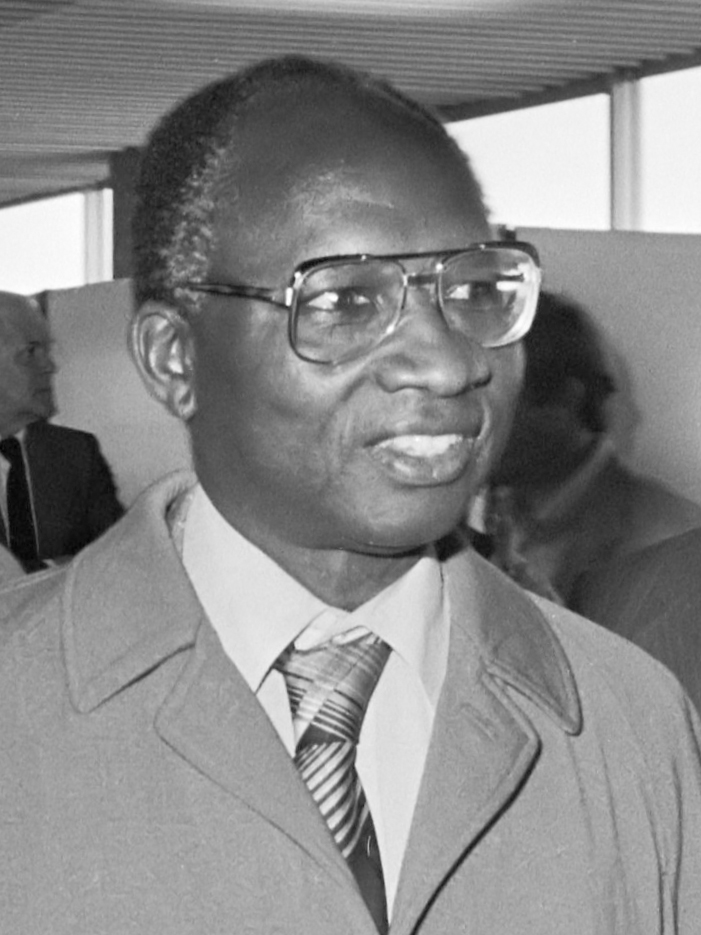
L'allora presidente del Gambia, Dawda Jawara.

### Inefficienza del governo di Jawara
Un altro fattore che portò al malcontento del popolo gambiano fu l'operato inefficace del governo di Jawara, accusato da molti di essere inefficiente negli ultimi mesi di attività. Era opinione diffusa che la corruzione del governo avesse impedito al paese di progredire. Successivamente all'instaurazione nel dicembre 1992 della Commissione per la gestione e il recupero delle risorse pubbliche (dall'inglese, Assets Management and Recovery Commission, o AMRC), incaricata del recupero debiti accumulati da cittadini gambiani e funzionari governativi, l'inefficienza dei programmi governativi divenne sempre più chiara. Si sostenne che il governo fece deliberatamente resistenza agli sforzi del AMRC nel recuperare i crediti e ne limitò volontariamente i poteri in tali operazioni di recupero. Si ritiene che ciò fosse ascrivibile alla riluttanza del governo Jawara a che i suoi stessi debiti venissero recuperati. Ciò risultò in maggiori lamentele e accuse nei confronti del governo Jawara ritenuto inefficiente, corrotto e tirannico, il quale a sua volta sosteneva che il Partito progressista popolare (PPP) fosse il vero responsabile del sottosviluppo del paese.

### Il malcontento tra l'esercito
Sebbene ci fosse un diffuso malcontento tra i cittadini gambiani, il colpo di Stato fu portato avanti da giovani ufficiali dell'Esercito nazionale del Gambia (dall'inglese, Gambia National Army o GNA), una delle quattro branche delle Forze Armate del Gambia. Fu preceduto da una crescente insoddisfazione tra le file dell'esercito. Alcune delle preoccupazioni degli ufficiali del GNA includevano la disparità delle condizioni di vita tra gli alti ufficiali nigeriani e i giovani ufficiali gambiani, i quali ritenevano che tale fatto fosse indicativo di una struttura del governo ampia e corrotta. Gli ufficiali ritenevano che il maggior inserimento di alti ufficiali stranieri nel GNA limitasse le loro opportunità di far carriera all'interno dell'esercito. I giovani ufficiali cominciarono a mostrare ancora di più il proprio dissenso anche poiché non stavano ricevendo la paga per diversi mesi prima del golpe. Di conseguenza iniziarono a pianificare l'ammutinamento generale che si trasformò successivamente in un vero e proprio colpo di Stato.

## Il colpo di Stato

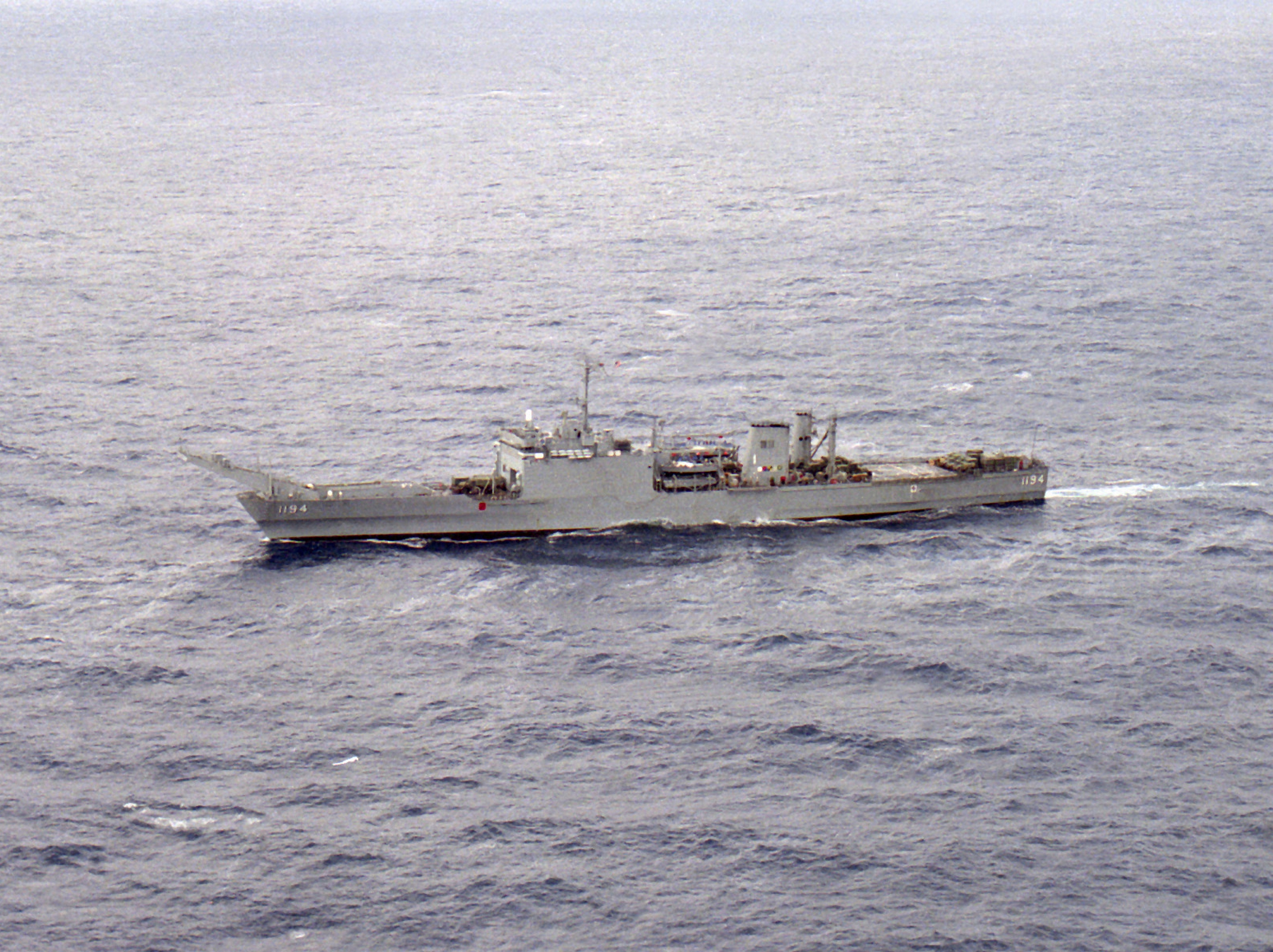
USS La Moure County (LST-1194)

Il 21 luglio 1994, la nave da sbarco statunitense classe Newport USS La Moure County (LST-1194) attraccò a Banjul, capitale del Gambia, per una visita di cortesia e per condurre delle esercitazioni congiunte con l'Esercito nazionale del Gambia (GNA), previste per il giorno successivo. Ciò venne trasmesso su diverse stazioni radio gambiane, rendendo quindi noto che il giorno successivo, il 22 luglio, ci sarebbe stata una minor presenza militare sul territorio del Gambia. Grazie a queste informazioni e alla possibilità di aver accesso illimitato e non monitorai ai veicoli militari e all'armeria, il colpo di Stato venne eseguito prima ancora che il GNA avesse la possibilità di reagire.

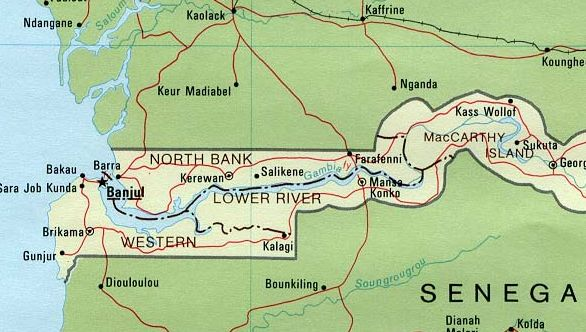
Mappa politica del Gambia.

Alle 7:30 della mattina del 22 luglio 1994, il colpo di Stato prese il via partendo dalle caserme militari di Yundum, a 25 chilometri dalla capitale Banjul. Il colpo di Stato iniziò come una protesta inscenata da ufficiali insoddisfatti e giovani ufficiali del GNA, i quali avevano precedentemente pianificato di sollevare delle richieste riguardo ai mancati pagamenti dei loro salari. Il GNA, sotto il comando di questi giovani ufficiali, ci misero poche ore per prendere il controllo di edifici strategici, tra cui il deposito delle armi, l'aeroporto nazionale, la stazione radio e il Palazzo del Governo, residenza personale di Dawda Jawara.
In seguito, Jawara e la sua famiglia, su consiglio dei propri consiglieri per la sicurezza e con la partecipazione dell'Ambasciatore per gli Stati Uniti in Gambia, Andrew Winter, cercarono rifugio presso la USS La Moure County nel tentativo di ottenere protezione e possibile supporto dagli United States Marine Corps. Dopo il diniego degli Stati Uniti a intervenire con delle truppe, la USS La Moure County fu autorizzata a scortare Jawara al sicuro in Senegal. L'imbarcazione salpò da Banjul nel pomeriggio del 22 luglio ed attraccò a Dakar, dove Jawara sbarcò sotto la protezione statunitense. Non riuscendo a convincere nemmeno il governo senegalese a supportarlo nel respingere i golpisti, Jawara si recò in esilio nel Regno Unito.
Con Jawara in fuga dal Gambia, intorno al tramonto del 22 luglio 1994 Radio Gambia annunciò che il paese era sotto il controllo del Consiglio provvisorio delle Forze Armate del Gambia (AFPRC, dall'inglese Armed Forces Provisional Ruling Council). I golpisti furono liberi di assicurarsi il controllo del paese e iniziare l'instaurazione del proprio governo, che governò il Gambia fino al 1996, quando venne sostituito da un governo civile. In quanto ufficiale con più esperienza tra gli organizzatori del golpe, il ventottenne Yahya Jammeh venne scelto per guidare il Consiglio Provvisorio poco tempo dopo la sua formazione. Venne immediatamente annunciata la dissoluzione del Partito progressista popolare (PPP), la sospensione della costituzione, la messa al bando di tutte la attività dei partiti politici e l'imposizione di un coprifuoco dal tramonto all'alba. Tra gli organizzatori del colpo di Stato vi furono anche Sana Sabally, Edward Singhateh, Basiru Barrow, Alhaji Kanteh e Alpha Kinteh. Kanteh e Kinteh si tirarono indietro poiché ritenevano che il colpo di stato fosse stato mal programmato, e il loro ritiro portò all'inclusione nell'organizzazione del piano di Hydara e Jammeh.

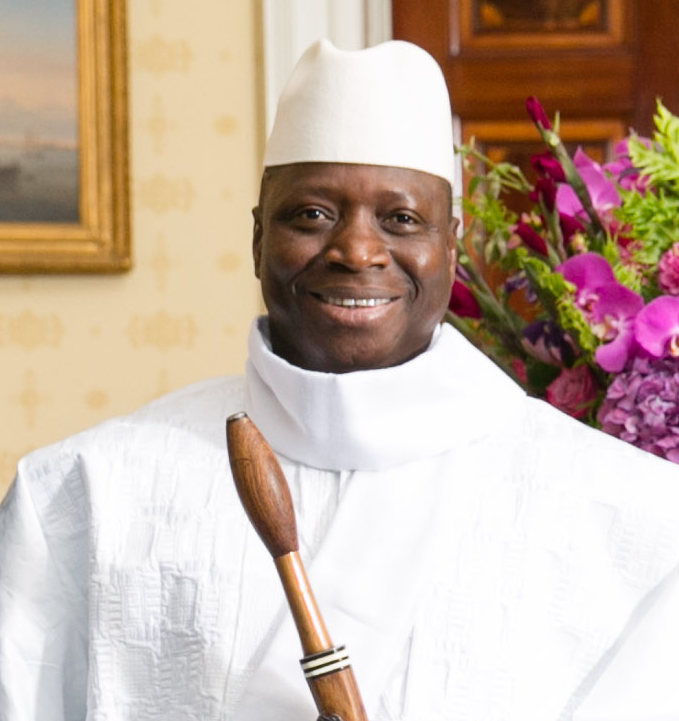
Yahya Jammeh

## Contesto geopolitico
La fine della Guerra fredda e il crollo dell'Unione Sovietica incoraggiarono i movimenti di liberazione e democratizzazione in gran parte dell'Africa. Per questa ragione, il periodo tra il 1974 e la metà degli anni '90 viene definito come la "terza ondata di democratizzazione" in Africa, durante la quale diversi paesi africani sono mutati, da stati autoritari e autocratici a democrazie. Diversi accademici occidentali speravano che il numero dei governi guidati da militari in Africa sarebbe continuato a diminuire nei decenni, sia in termini numerici che in termini di potenza. Dal momento che il Gambia era diventato uno Stato maggiormente autocratico a seguito del colpo di Stato del 1994, molti accademici lo ritennero un paradosso all'interno di tale ondata.
Il colpo di Stato del 1994 in Gambia segnò la fine della democrazia più duratura dell'Africa occidentale e la deposizione di uno dei Capi di Stato più longevi dell'Africa.